# Дејвис Сити (Ајова)
Дејвис Сити (енгл. Davis City) град је у америчкој савезној држави Ајова. По попису становништва из 2010. у њему је живело 204 становника.

## Демографија
Према попису становништва из 2010. у граду је живело 204 становника, што је -71 (-25.8%) становника више него 2000. године.
| Група             | 2000.       | 2010.       |
| Белци             | 269 (97,8%) | 198 (97,1%) |
| Афроамериканци    | 0 (0,0%)    | 0 (0,0%)    |
| Азијати           | 0 (0,0%)    | 0 (0,0%)    |
| Хиспаноамериканци | 4 (1,5%)    | 2 (1,0%)    |
| Укупно            | 275         | 204         |